# 荒井信一
荒井 信一（あらい しんいち、1926年2月4日 - 2017年10月11日）は、日本の歴史学者。専攻は西洋史、国際関係史。茨城大学名誉教授、駿河台大学名誉教授。

## 来歴
東京府東京市小石川区（現・東京都文京区）生まれ。1949年、東京大学文学部西洋史学科卒業。
歴史家として茨城大学人文学部教授、駿河台大学現代文化学部教授を歴任した。
大学退職後は、日本の戦争責任資料センター共同代表、韓国・朝鮮文化財返還問題連絡会議を結成し、代表世話人などを務める。
帝国主義や第二次世界大戦、戦争責任などを研究し、シンポジウム出席やメディアへの執筆活動も行う。
2017年10月11日、胆管癌で死去。91歳没。

## 人物
- 第二次日韓協約は国際法上無効であるとしている[5]。
- 中央日報は、"日本の良心とされる"人物としている[5]。

## 著書

### 単著
- 『平和の歴史』（福村書店, 1951年）
- 『第二次世界大戦』（東京大学出版会, 1973年）
- 『現代史におけるアジア』（青木書店, 1977年）
- 『ミニ世界史』（社会思想社, 1984年）
- 『原爆投下への道』（東京大学出版会, 1985年）
- 『日本の敗戦』（岩波書店, 1988年）
- 『ゲルニカ物語』（岩波書店, 1991年）
- 『世紀史を伝える』（同時代社, 1991年）
- 『戦争責任論』（岩波書店, 1995年/2005年）
- 『中国歴史と出合う』（草の根出版会, 2002年）
- 『歴史和解は可能か』（岩波書店, 2006年）
- 『空爆の歴史』（岩波書店, 2008年）

### 共編著
- 『絵で見る世界史(8)』（鈴木正二絵,国民図書刊行会, 1957年）
- 『現代の発見(6)』（現代の発見編集委員会編,春秋社, 1960年）
- 『岩波講座日本歴史』（家永三郎ほか編,岩波書店, 1963年）
- 『講座現代中国(1)』（大修館書店, 1969年）
- 『講座日本史(8)(10)』（歴史学研究会・日本史研究会編、東京大学出版会, 1971年）
- 『歴史学への旅立ち』（責任編集,吉村徳蔵,三省堂, 1981年）
- 『<ビジュアル版>世界の歴史(19)』（講談社, 1984年）
- 『現代史における戦争責任』（編著,藤原彰,青木書店, 1990年）
- 『戦争博物館』（編著,岩波書店, 1994年）
- 『子どもにつたえる世界の戦争と平和(1-6)』（編著,日本図書センター, 1995年）
- 『従軍慰安婦と歴史認識』（編著,西野瑠美子・前田朗,新興出版社, 1997年）
- 『世界の「戦争と平和」博物館(1-6) 』（監修,早乙女勝元,山本耕二写真総責任,日本図書センター, 1997年）
- 『沖縄地上戦』（解説,共同通信社,草の根出版会 , 2001年）
- 『戦争と子ども』（解説,共同通信社,草の根出版会, 2001年）
- 『太平洋戦争』（解説,共同通信社,草の根出版会, 2001年）
- 『日中戦争(1)(2)』（解説,共同通信社,草の根出版会会, 2001年）
- 『ホロコーストの跡を訪ねる』（文,山本耕二写真,草の根出版会, 2002年）
- 『歴史教科書をめぐる日韓対話』（歴史学研究会編,大月書店, 2004年）
- 『歴史の壁を超えて』（内海愛子,山脇啓造編,法律文化社, 2004年）
- 『過去の清算』（中村政則,天川晃,尹健次,五十嵐武士編,岩波書店, 2005年）
- 『韓国併合と現代』（笹川紀勝,李泰鎮編著,明石書店, 2008年）
- 『歴史と責任』（金富子,中野敏男編著,青弓社, 2008年）
- 『重慶爆撃とは何だったのか』（戦争と空爆問題研究会編, 高文研, 2009年）
- 『シリーズ日本のドキュメンタリー(2)』（佐藤忠男編著,岩波書店, 2010年）

### 訳書
- 『ピカソ<ゲルニカ>の誕生』（アンソニー・ブラント著,みすず書房, 1981年）
- 『画家たちの社会史』（シーダ・シャピロ著,三省堂, 1984年）
- 『ファン・ボーベン国連最終報告書』（テオ・ファン・ボーベン著,日本の戦争責任資料センター, 1994年）
- 『ラディカ・クマラスワミ国連報告書』（共訳,戸塚悦朗,ラディカ・クマラスワミ著,日本の戦争責任資料センター, 1996年）